# 梅倫湖 (博伊岑堡蘭)
53°17′47.65″N 13°31′7.67″E / 53.2965694°N 13.5187972°E

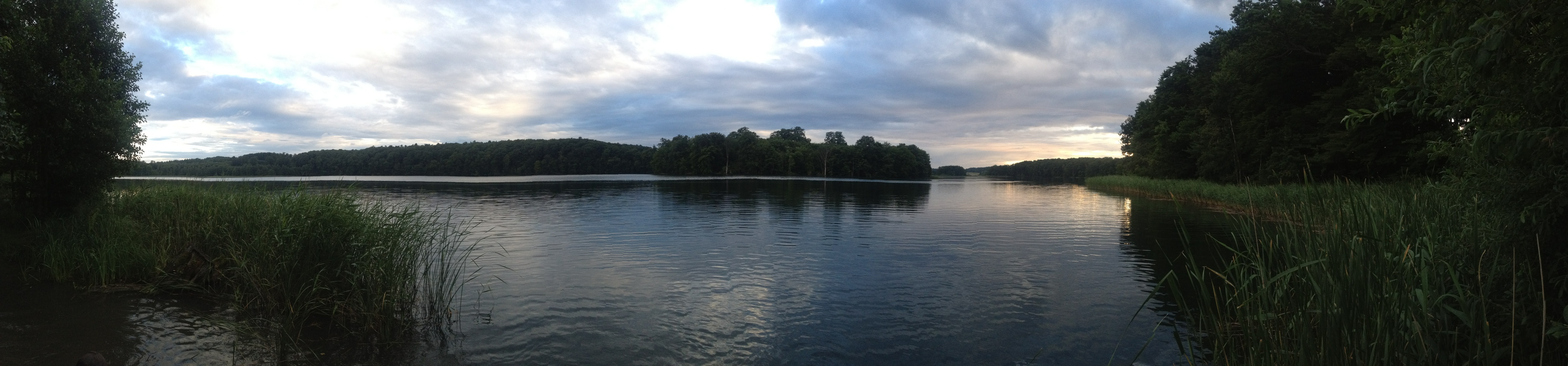

梅倫湖（德語：Mellensee），是德國的湖泊，位於該國西南部，由勃蘭登堡州負責管轄，處於烏克馬克縣，面積0.73平方公里，海拔高度77.7米，最大水深18米，水體容量541萬立方米。